# Sarandë
Sarandë o Saranda (en griego: Άγιοι Σαράντα, en italiano: Santi Quaranta) es una ciudad de Albania. Se trata de uno de los principales centros turísticos de la Riviera albanesa.

## Geografía
La ciudad da a una pequeña bahía abierta hacia el sur y se encuentra rodeada por colinas, y frente a ella se extiende la isla griega de Corfú, a una distancia de unas dos millas náuticas. Una estrecha cadena de colinas separan las llanuras situadas al este, y la formación de cadenas se extiende al sur del canal de Vivar y al norte de la ciudad se alza a 600 m de altitud.
En el cerro denominado Malí Lëkurësit, ubicado al sureste del centro de la ciudad, fue construida una fortaleza medieval.

## Historia
En la antigüedad la ciudad fue conocida por el nombre del griego antiguo Onquesmo (o Anchiasmos), y estaba habitada por griegos de la tribu caonia. Onquesmo floreció como el puerto de la capital caonia de Fénice (hoy en día Finiq).

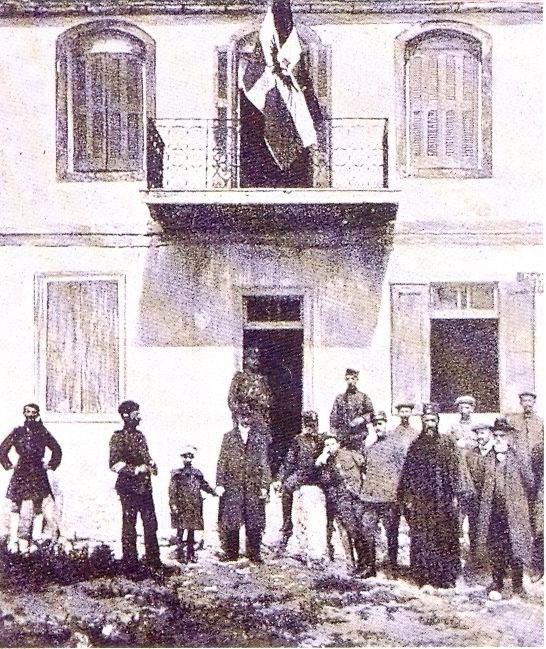
Sarandë en 1914.

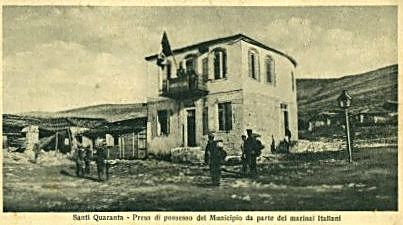
Sarandë en la Segunda Guerra Mundial.

Su actual nombre proviene del nombre del monasterio bizantino Άγιοι Σαράντα (Agioi Saranta) que literalmente significa «cuarenta santos» en griego, por los cuarenta mártires de Sebaste, tradicionalmente conmemorados por la Iglesia ortodoxa el 10 de marzo. 
La ciudad fue incluida en el marco del recién formado Estado albanés en 1913, en los términos del Protocolo de Florencia. Fue ocupada dos veces por Grecia en 1913 y 1914-1916, por los insurgentes griegos de la República Autónoma de Epiro del Norte en 1914 y por Italia entre 1916 y 1920. Saranda fue nuevamente ocupada en 1939 por las fuerzas italianas y fue un puerto estratégico para las fuerzas fascistas italianas. Fue entonces temporalmente llamado "Porto Edda" en honor de Edda, la hija mayor de Benito Mussolini, tiempo durante el cual Albania fue anexionada a Italia. También se conoce por el nombre italiano Santi Quaranta (Cuarenta Santos). Durante la guerra greco-italiana el ejército griego ocupó una amplia zona del sur de Albania (denominada "Epiro del Norte" por los griegos) y la ciudad quedó bajo dominio griego el 6 de diciembre de 1940 hasta la invasión alemana de Grecia y la consiguiente retirada del ejército griego en la primavera de 1941.

## Economía

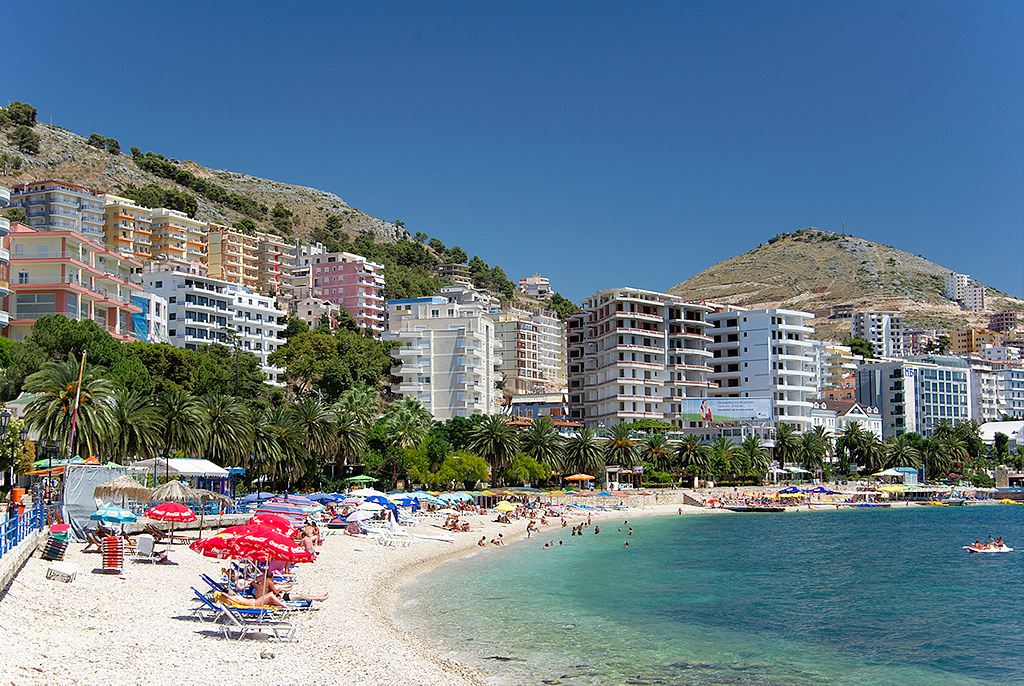
Playa en Sarandë. En los últimos años, se ha incrementado la construcción de edificios (turísticos y residenciales).

Sarandë es un importante centro turístico de Albania. Su principal fuente de ingresos es del turismo y la inmigración. Su posición geográfica favorece la agricultura y la ganadería. Otros recursos económicos son los servicios, la pesca y la construcción. La tasa de desempleo, según el censo del 2008, es de un 8,32 %, por lo que el turismo familiar y los trabajos estacionales durante el verano ayuden a disminuir estas cifras.
Entre los destinos turísticos más populares, están las ruinas de Butrinto, la iglesia bizantina de San Nicolás de Bari y la fuente de Syri i kaltër.

## Demografía
Según fuentes de información de Sarandë, hacia 1990 tenía 15 700 habitantes, mitad de ellos era griegos. Esta cifra se duplicó debido a los movimientos de población desde 1997. Según fuentes municipales, cuenta con 32 000 habitantes. Según una encuesta realizada por el Comité Albanés de Helsinki, 26 500 habitantes son albaneses, mientras que el resto son griegos. Sarandë es considerado uno de los centros de minoría griega en Albania, junto con Gjirokastër.

## Política
El actual alcalde Edmond Gjoka (PD) fue elegido el año 2003 y reelegido el año 2007.

## Lugares de interés
- Iglesia San Nicolás de Bari: Iglesia de estilo bizantino. Pertenece a la iglesia ortodoxa-albanesa.
- Ruinas de Butrinto: Cercano a la ciudad y perteneciente al parque natural de Butrinto, es un lugar de alta riqueza cultural, patrimonial y ecológica. Los restos corresponden a una prehistórica ciudad griega abandonada en la Edad Media luego de estar en el poder de los bizantinos y los venecianos. A pesar de que lo descubierto corresponde a un quinto de la ciudad, Butrinto se ha convertido en un gran atractivo cultural de Albania y es un Patrimonio de la Humanidad declarado por la UNESCO en 1992.
- Parque Natural y Nacional de Butrinto: Creado en marzo del año 2000, protege 29 km² de territorio de gran valor histórico, arqueológico y ecológico. En 1999 sus terrenos ya habían sido incluidos en el Patrimonio de la Humanidad.
- Ojo Azul: Syri Kaltër en albanés. Es un fenómeno natural y una popular atracción turística de la ciudad.

## Transporte

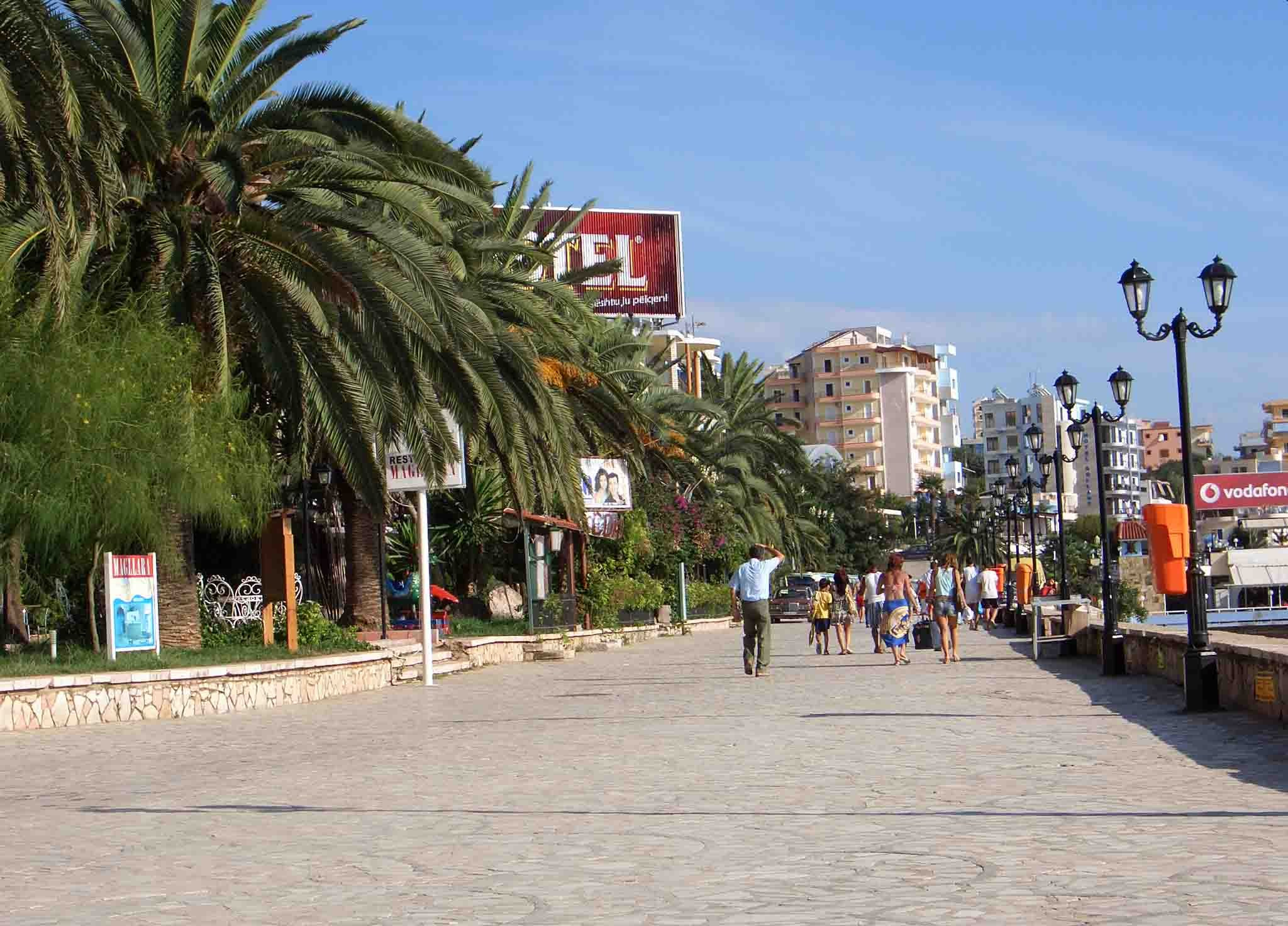
Vista de una plaza en Sarandë

Sarandë se encuentra a 280 km de Tirana, la capital del país. Por tierra se puede lograr a través de diversas líneas de autobuses (demorando entre 6 o 9 horas), o por vehículos privados por la carretera. La carretera en la costa azul será renovada en los próximos. Desde Grecia se puede llegar a Sarandë a través de la zona fronteriza por vía terrestre. En Atenas existen líneas con dirección a la ciudad, mientras que temporalmente existen conexiones desde la isla griega de Corfú. También existen líneas que conectan Sarandë con Butrinto y otras zonas circundantes. También se está construyendo el aeropuerto Vriona a 1 km de la ciudad.